# Zaíra de Oliveira
Zaíra de Oliveira (Rio de Janeiro, 1 de fevereiro de 1900 – 15 de agosto de 1951) foi uma cantora e soprano brasileira, considerada como uma das maiores cantoras negras do mundo pelo embaixador Pascoal Carlos Magno.

## Biografia
Zaíra nasceu na capital fluminense, em 1891. Em 1921, venceu um concurso de canto no Instituto Nacional de Música, principal órgão oficial no ensino de música na região da capital. A vitória também lhe deu uma viagem para a Europa, para se aprofundar nos estudos de canto lírico. Porém não pode receber o prêmio por ser negra. Foi integrante do Coral Brasileiro, onde também cantavam Bidu Sayão e Nascimento Silva e idealizado por Eduardo Souto. Em 1822, apresentou na Exposição do Centenário da Independência do Brasil em uma barraca montada pela Rádio Sociedade que tinha um estúdio na Exposição.
Seu primeiro disco foi lançado em 1924, pela Odeon Records, onde gravou seis músicas, como Cabeleira a la garçone", com arranjos de Pedro de Sá Pereira e "La monteria", de J. Guerrero. Cantou na Rádio Sociedade do Rio de Janeiro e em 1925, participou de um festival artístico no Teatro Municipal de Niterói e na ocasião interpretou "Tosca", de Puccini; "Berceuse", de Alberto Nepomuceno; "Schiavo", de Carlos Gomes; "A despedida", de Eduardo Souto e Bastos Tigre e "Cantiga praiana", de Eduardo Souto e Vicente Carvalho.
Por volta dessa época, Zaíra se apresentou com Catulo da Paixão Cearense e Gastão Formenti no cassino do Hotel Copacabana Palace. No carnaval de 1927, fez sucesso com a marcha-carnavalesca "Dondoca", de José Francisco de Freitas, o "Freitinhas", gravada em parceria com o cantor J. Gomes Jr.
Na década de 1930 fez parte do Conjunto Tupi, formado e dirigido por J. B. de Carvalho. Em 1931, assinou contrato com a gravadora Parlophone, onde lançou sambas como "É preciso fingir", de Gentil Torres e Osvaldo Santiago e "Pode bater", de Luperce Miranda e Osvaldo Santiago, com acompanhamento da Orquestra Guanabara. Gravou a valsa "Solange" e a canção "Lua culpada", de Duque e a "Canção dos infelizes", de Donga e Luiz Peixoto e o "Fado da bossa", de Donga e Augusto Calheiros.
Peça gravadora Victor, acompanhada pelo Grupo da Guarda Velha e de Francisco Sena, gravou a batucada "Já andei" e a macumba "Que querê", de Pixinguinha, Donga e João da Baiana. Gravou um total de 21 discos, com 25 músicas cada e também foi cantora na Rádio Guanabara.
Foi professora de música do Colégio Orsina da Fonseca, tendo lecionado para Dona Ivone Lara. Em 1932, casou-se com o compositor Donga, pioneiro do samba carioca, com quem teve uma filha, a pesquisadora Lygia Maria dos Santos.

## Morte
Zaíra morreu em 15 de agosto de 1951, no Rio de Janeiro, devido a um infarto.